# Мемар Аджеми-2
«Мемар Аджеми-2» (азерб. Memar Əcəmi-2) — станция третьей линии бакинского метрополитена. Открытие состоялось 19 апреля 2016 года, в составе первого участка третьей линии «Мемар Аджеми-2» — «Автовокзал». Средства на строительство станции были выделены в 2009 году.

## Наземные сооружения
Подземный вестибюль располагается на пересечении улиц Джавадхана и Гусейнбалы Алиева.

## Подземные сооружения
Станция «Мемар Аджеми-2» — однопролётная, мелкого заложения. Длина центрального зала — 144 м.
В центре зала расположены две ленты узкобаллюстрадных эскалаторов (на каждой ленте 2 эскалатора), ведущих в вестибюль.